# King Baggot
William King Baggot (7 de noviembre de 1879 - 11 de julio de 1948) fue un actor, director y guionista cinematográfico estadounidense. Baggot fue una estrella de fama internacional de cine mudo, conocido por obras como "King of the Movies", "The Most Photographed Man in the World" y "The Man Whose Face Is As Familiar As The Man In The Moon."
A lo largo de su carrera, actuó en al menos 269 películas, filmadas entre los años 1909 y 1947; también escribió 18 guiones y dirigió 45 filmes desde 1912 a 1928, destacándose entre ellos The Lie (1912), Raffles (1925) y The House of Scandal (1928). 

## Biografía

### Primeros años
Nacido en San Luis, Misuri, sus padres eran William Baggot (1845-1909), un inmigrante irlandés, y Harriet M. "Hattie" King (1859-1933), y sus hermanos fueron Amos Taylor Baggot (1881-1954), Thomas Gantt Baggot (1889-1979), John Marmaduke Baggot (1891-1975), Arthur Lee Baggot (1893-?), Marion L. Baggot (1896-1973), y Harriet D. Baggot (1899-1930).
Baggot estudió en la Christian Brothers College High School, donde sobresalió en la práctica deportiva, siendo una estrella del fútbol además de jugador de béisbol. En 1894 King dejó San Luis y fue a Chicago, donde trabajó como empleado en el comercio de su tío, Edward Baggot (1839-1903).
En 1899 volvió a San Luis para jugar como semiprofesional en el equipo de fútbol de San Luis. Además, empezó a actuar en un grupo teatral de aficionados vinculados con la iglesia católica. Poco tiempo después ayudó a la formación de otro grupo teatral de aficionados, el Players Club de San Luis. A la vez, vendía entradas para el equipo de béisbol Saint Louis Cardinals y trabajaba en el negocio inmobiliario de su padre. Sin embargo,  prevaleció su interés por la interpretación, hasta el punto que decidió dedicarse a ella de manera profesional.

### Carrera teatral
Baggot empezó su carrera teatral trabajando en una compañía itinerante con la que representó obras de Shakespeare a lo largo de Estados Unidos. Tras su primer compromiso, actuó para Liebler and Company. Además, también hizo giras para los hermanos Frohman y para la Shubert Organization, con la que trabajó durante cinco semanas en Nueva York en la obra The Queen of the Highway. Otras piezas en las que intervino fueron Mrs. Wiggs of the Cabbage Patch, Salomy Jane y In the Bishop's Carriage.
Como actor de teatro de repertorio en San Luis, en el verano de 1909 Baggot trabajó con Marguerite Clark en Peter Pan and Wendy y The Golden Garter, y en las últimas semanas de la temporada hizo pequeños papeles en Frou Frou y Jenny. De cara a la siguiente temporada fue elegido como actor de reparto para actuar junto a Marguerite Clark en una producción itinerante que la compañía Schubert realizó de la obra The Wishing Ring. 
Cuando The Wishing Ring cerró en Chicago, Baggot volvió a Nueva York para formar parte de otra compañía. Tras un encuentro casual con Harry Solter, que dirigía filmes para Carl Laemmle en Independent Moving Pictures, fue convencido para ir al estudio cinematográfico con el director. Allí, Baggot empezó a interesarse en la incipiente industria. 

### Carrera cinematográfica
La primera película de Baggot fue el corto romántico The Awakening of Bess (1909), en el que actuaba Florence Lawrence. Lo dirigió Harry Solter, el marido de la actriz, con producción de Independent Moving Pictures. En una época en la cual los actores trabajaban de modo anónimo, Baggot y Lawrence se convirtieron en las primeras estrellas del cine en aparecer en los créditos, en las marquesinas y en la promoción y publicidad de las películas.
Baggot trabajó en al menos 42 películas acompañado de Lawrence entre 1909 y 1911. En 1911 actuó en 16 filmes junto a Mary Pickford, que fue contratada para reemplazar a Lawrence tras romper ella y Solter sus contratos. Uno de los filmes con Pickford fue el drama Sweet Memories, dirigido por Thomas H. Ince. En esa época Baggot también empezó a escribir guiones y a dirigir, a la vez que se convertía en una estrella internacional. 
El 3 de diciembre de 1912 se casó con Ruth Considine (28 de agosto de 1889–22 de diciembre de 1936)en Fort Lee (Nueva Jersey). Tuvieron un hijo, Robert King Baggot (1914–1965), que fue camarógrafo y que falleció en Hawái, mientras trabajaba en una película.

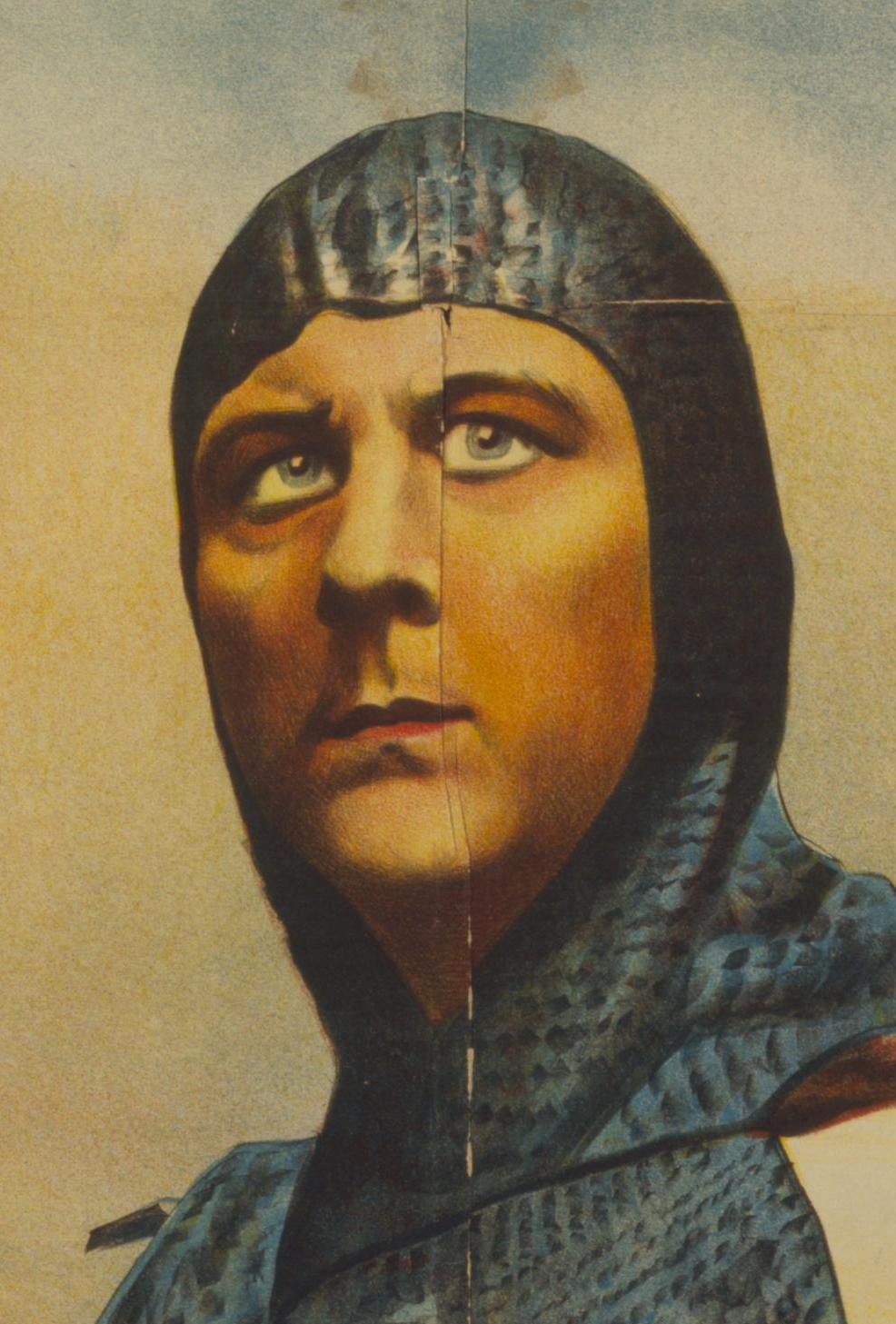
Baggot como Ivanhoe

Baggot fue el protagonista de Ivanhoe (1913), un largometraje de aventuras filmado en Inglaterra y en el Castillo Chepstow, en Gales. También fue Jean Dumas en el drama Absinthe (1914), rodado en París. En 1914 trabajó en Shadows, film en el cual encarnaba a diez personajes diferentes.
Otros de sus papeles fueron el de Harrison Grant en el film de espías dividido en 20 episodios The Eagle's Eye (1918), una adaptación de las experiencias del antiguo director del FBI William J. Flynn producida por Leopold Wharton y Theodore Wharton en la que actuaba Marguerite Snow, y el de Sheldon Steele (The Hawk) en el drama criminal The Hawk's Trail (1919), protagonizado junto a Grace Darmond.
Como director, dio a Marie Prevost su primer papel protagonista en la comedia romántica Kissed (1922). Baggot también dirigió a Mary Philbin y William Haines en The Gaiety Girl (1924).
Formó una compañía productora propia, King Baggot Productions, produciendo y dirigiendo The Home Maker (1925), un drama interpretado por Clive Brook y Alice Joyce,estrenado por Universal Studios. Ese mismo año Baggot dirigió a William S. Hart en su western de mayor fama, Tumbleweeds, un drama sobre la Oklahoma Land Rush de 1893.

### Declive
Baggot y su esposa, que se habían separado en 1926, formalizaron su divorcio en 1930.
El alcoholismo y sus problemas con algunos ejecutivos de los estudios finalmente hicieron que acabara la carrera como director de Baggot. A partir de entonces se dedicó a interpretar papeles como actor de carácter, papeles menores e incluso aceptó trabajos como extra,interviniendo en numerosos filmes a lo largo de los años 1930 y 1940, entre ellos Mississippi (1935).
Baggot hizo un papel sin créditos en Mala hermana (1931), con Conrad Nagel, Sidney Fox y Bette Davis, ésta en su primer papel en el cine. Fue Henry Field, un director de cine, en el drama Police Court (1932), con Henry B. Walthall. En 1933, Baggot, Florence Lawrence, Paul Panzer y otra antigua estrella del cine mudo, Francis Ford, obtuvieron pequeños papeles en la última película de Mary Pickford, Secrets.
Mientras vivía en el Hotel Aberdeen de Venice (Los Ángeles), Baggot hizo su última actuación cinematográfica con un papel sin acreditar en la comedia My Brother Talks to Horses (1947), protagonizada por Jackie 'Butch' Jenkins y Peter Lawford. A partir de entonces, se vio forzado a retirarse por motivos de salud.
King Baggot falleció en 1948, a los 68 años de edad, en un sanatorio de Los Ángeles, California, a causa de un ictus.Fue enterrado en el Cementerio, en Los Ángeles. Se le concedió una estrella en el Paseo de la Fama de Hollywood por su trabajo en el cine, en el 6312 de Hollywood Boulevard.

## Filmografía completa

### Actor
1909
- Love's Stratagem, de Harry Solter (1909)
- The Awakening of Bess, de Harry Solter (1909)

1910
- The Winning Punch, de Harry Solter (1910)
- The Right of Love, de Harry Solter (1910)
- The Tide of Fortune, de Harry Solter (1910)
- Never Again, de Harry Solter (1910)
- The Coquette's Suitors, Harry Solter (1910)
- Justice in the Far North, de Harry Solter (1910)
- The Blind Man's Tact, de Harry Solter (1910)
- Jane and the Stranger, de Harry Solter (1910)
- The Governor's Pardon, de Harry Solter (1910)
- Mother Love, de Harry Solter (1910)
- The Broken Oath, de Harry Solter (1910)
- The Time-Lock Safe, de Harry Solter (1910)
- His Sick Friend, de Harry Solter (1910)
- The Stage Note, de Harry Solter (1910)
- Transfusion, de Harry Solter (1910)
- The Miser's Daughter, de Harry Solter (1910)
- His Second Wife, de Harry Solter (1910)
- The Rosary, de Harry Solter (1910)
- The Maelstrom, de Harry Solter (1910)
- The New Shawl, de Harry Solter (1910)
- Two Men, de Harry Solter (1910)
- The Doctor's Perfidy, de Harry Solter (1910)
- The Eternal Triangle, de Harry Solter (1910)
- A Reno Romance, de Harry Solter (1910)
- A Discontented Woman, de Harry Solter (1910)
- A Self-Made Hero, de Harry Solter (1910)
- A Game for Two, de Harry Solter (1910)
- The Call of the Circus, de Harry Solter (1910)
- Old Heads and Young Hearts, de Harry Solter (1910)
- The Mistake, de Harry Solter (1910)
- Bear Ye One Another's Burdens, de Harry Solter (1910)
- The Irony of Fate, de Harry Solter (1910)
- Once Upon a Time, de Harry Solter (1910)
- Among the Roses, de Harry Solter (1910)
- The Taming of Jane, de Harry Solter (1910)
- The Widow, de Harry Solter (1910)
- Debt, de Harry Solter (1910)
- Pressed Roses, de Harry Solter (1910)
- All the World's a Stage, de Harry Solter (1910)
- The Count of Montebello, de Harry Solter (1910)
- The Double (1910)
- The Aspirations of Gerald and Percy (1910)
- Unreasonable Jealousy (1910)

1911
- Science (1911)
- Phone 1707 Chester, de Joseph W. Smiley (1911)
- An Imaginary Elopement (1911)
- At the Duke's Command, de Thomas H. Ince (1911)
- The Mirror, de Thomas H. Ince (1911)
- Pictureland (1911)
- Tracked, de Thomas H. Ince (1911)
- The Secret of the Palm, de Joseph W. Smiley (1911)
- The Penniless Prince, de Thomas H. Ince (1911)
- Sweet Memories, de Thomas H. Ince (1911)
- The Lover's Signal, de Joseph W. Smiley (1911)
- Where There's Life, There's Hope, de Joseph W. Smiley (1911)
- The Scarlet Letter, de Joseph W. Smiley y George Loane Tucker (1911)
- Second Sight, de Thomas H. Ince y Joseph W. Smiley (1911)
- The Temptress, de  Joseph W. Smiley (1911)
- The Fair Dentist, de Thomas H. Ince (1911)
- The Master and the Man, de Thomas H. Ince (1911)
- The Minor Chord, de Joseph W. Smiley (1911)
- Back to the Soil, de Thomas H. Ince (1911)
- The Piece of String, de Joseph W. Smiley (1911)
- In the Sultan's Garden, de William H. Clifford y Thomas H. Ince (1911)
- For the Queen's Honor, de Thomas H. Ince (1911)
- At a Quarter of Two, de Thomas H. Ince (1911)
- The Call of the Song, de Thomas H. Ince (1911)
- Dorothy's Family (1911)
- The Battle of the Wills (1911)
- The Haunted House, de William F. Haddock (1911)
- The Brothers, de Joseph W. Smiley (1911)
- By Registered Mail (1911)
- The Rose's Story, de Joseph W. Smiley y George Loane Tucker (1911)
- Through the Air, de Thomas H. Ince (1911)
- The Better Way, de Thomas H. Ince (1911)
- King, the Detective (1911)
- Waiting at the Church (1911)
- The Wife's Awakening (1911)
- Executive Clemency (1911)
- Over the Hills, de Joseph W. Smiley y George Loane Tucker (1911)
- Tony and the Stork, de Thomas H. Ince (1911)
- The Girl and the Half-Back (1911)
- A Lesson to Husbands (1911)

1912
- The Trinity, de Thomas H. Ince (1912)
- The Winning Miss (1912)
- The Dawn of Conscience (1912)
- After Many Years (1912)
- The Kid and the Sleuth, de Thomas H. Ince (1912)
- The Power of Conscience, de King Baggot y William Robert Daly (1912)
- Through the Flames, de Thomas H. Ince (1912)
- The Tables Turned, de Thomas H. Ince (1912)
- A Modern Highwayman, de Otis Turner (1912)
- The Lie, de King Baggot y William Robert Daly (1912)
- The Immigrant's Violin, de Otis Turner (1912)
- Far from the Beaten Track, de Otis Turner (1912)
- Shamus O'Brien, de Otis Turner (1912)
- The Man from the West, de Otis Turner (1912)
- The Romance of an Old Maid, de Otis Turner (1912)
- Tempted But True, de Otis Turner (1912)
- The Loan Shark, de Otis Turner (1912)
- Lady Audley's Secret, de Herbert Brenon y Otis Turner (1912)
- A Cave Man Wooing, de Otis Turner (1912)
- The Peril, de Otis Turner (1912)
- Up Against It, de Otis Turner (1912)
- The Breakdown, de Otis Turner (1912)
- Let No Man Put Asunder, de Otis Turner (1912)
- The Schemers, de Otis Turner (1912)
- His Other Self, de King Baggot (1912)
- A Child's Influence (1912)
- Caught in a Flash, de Otis Turner (1912)
- Winning the Latonia Derby, de Otis Turner (1912)
- Blood Is Thicker Than Water (1912)
- In Old Tennessee, de Otis Turner (1912)
- The Castaway (1912)
- A Happy Family (1912)
- Human Hearts, de Otis Turner (1912)
- The Millionaire Cop (1912)
- The Parson and the Moonshiner, de James Kirkwood (1912)
- The Bridal Room, de William Robert Daly (1912)
- King the Detective and the Smugglers (1912)
- John Sterling, Alderman, de James Kirkwood (1912)
- A Strange Case (1912)
- Officer One Seven Four, de George Loane Tucker (1912)
- Mamma's Boy (1912)
- Through Shadowed Vales (1912)
- The World Weary Man (1912)

1913
- The Bearer of Burdens, de George Loane Tucker (1913)
- She Slept Through It All (1913)
- Gold Is Not All, de Wilfred Lucas (1913)
- Dr. Bunion (1913)
- King Danforth Retires (1913)
- Dr. Jekyll and Mr. Hyde, de Herbert Brenon (1913)
- To Reno and Back
- The Wanderer (1913)
- The Leader of His Flock, de Herbert Brenon (1913)
- The Rise of Officer 174 (1913)
- The Heart That Sees (1913)
- The Comedian's Mask, de Herbert Brenon (1913)
- The Old Melody, de Harold M. Shaw (1913)
- The Stranger (1913)
- Ivanhoe, de Herbert Brenon (1913)
- The Anarchist, de Herbert Brenon (1913)
- The Child Stealers of Paris, de Herbert Brenon (1913)
- Love vs. Law (1913)
- The Return of Tony, de King Baggot (1913)
- Mr. and Mrs. Innocence Abroad, de King Baggot (1913)
- The Actor's Christmas (1913)
- King the Detective in the Jarvis Case, de King Baggot (1913)

1914
- The Old Guard (1914)
- The Militant, de William Robert Daly (1914)
- Absinthe, de Herbert Brenon y George Edwardes-Hall (1914)
- King the Detective in Formula 879, de King Baggot (1914)
- The Box Couch (1914)
- The Touch of a Child (1914)
- The Flaming Diagram (1914)
- King the Detective in the Marine Mystery, de King Baggot (1914)
- The Blood Test, de King Baggot (1914)
- The Baited Trap (1914)
- Notoriety (1914)
- A Mexican Warrior (1914)
- Across the Atlantic, de Herbert Brenon (1914)
- One Best Bet (1914)
- Jim Webb, Senator, de King Baggot (1914)
- The Silent Valley, de King Baggot (1914)
- The Man Who Was Misunderstood, de King Baggot (1914)
- Shadows, de George Edwardes-Hall (1914)
- The Turn of the Tide, de George Lessey (1914)
- The Treasure Train, de George Lessey (1914)
- Human Hearts, de King Baggot (1914)
- The Mill Stream, de George Lessey (1914)

1915
- Three Times and Out (1915)
- The Millionaire Engineer, de George Lessey (1915)
- The Story the Silk Hats Told, de George Lessey (1915)
- An Oriental Romance, de George Lessey (1915)
- Pressing His Suit, de George Lessey (1915)
- The Five Pound Note, de George Lessey (1915)
- One Night, de George Lessey (1915)
- The City of Terrible Night, de George Lessey (1915)
- The Streets of Make Believe, de George Lessey (1915)
- At the Banquet Table, de George Lessey (1915)
- Tony, de George Lessey (1915)
- The Corsican Brothers, de George Lessey (1915)
- Fifty-Fifty, de George Lessey (1915)
- A Life in the Balance, de George Lessey (1915)
- A Strange Disappearance, de George Lessey (1915)
- The Riddle of the Silk Stockings, de George Lessey (1915)
- Mismated, de George Lessey (1915)
- The Marble Heart, de George Lessey (1915)
- His New Automobile, de George Lessey (1915)
- The New Jitney in Town, de George Lessey (1915)
- The Only Child, de George Lessey (1915)
- Crime's Triangle, de King Baggot (1915)
- The Suburban, de George Lessey (1915)
- His Home Coming, de George Lessey (1915)
- An All Around Mistake, de George Lessey (1915)
- The Reward, de Henry MacRae (1915)
- Man or Money?, de Henry MacRae (1915)
- Almost a Papa, de Henry MacRae (1915)

1916
- The Law of Life, de Henry MacRae (1916)
- The Soul Man, de Henry MacRae (1916)
- The Hoax House, de Henry MacRae (1916)
- Patterson of the News, de Henry MacRae (1916)
- The Haunted Bell, de Henry Otto (1916)
- Won with a Make-Up, de Henry Otto (1916)
- Half a Rogue, de Henry Otto (1916)
- Jim Slocum No. 46393, de Robert Cummings (1916)
- The Man from Nowhere, de Henry Otto (1916)
- The Man Across the Street, de Henry Otto (1916)
- The Captain of the Typhoon, de Henry MacRae (1916)
- The Silent Stranger, de King Baggot (1916)
- The Chance Market, de King Baggot (1916)
- The Lie Sublime, de King Baggot y Henry Otto (1916)
- Are You an Elk?, de Henry MacRae (1916)
- The Voice Upstairs, de Herbert Brenon (1916)

1917
- The Boonton Affair, de King Baggot (1917)
- Undoing Evil (1917)

1918
- Mission of the War Chest, de Leopold Wharton y Theodore Wharton (1918)
- I'll Fix It, de King Baggot (1918)
- The Eagle's Eye, de George Lessey, Wellington A. Playter, Leopold Wharton y Theodore Wharton (1918)
- Kildare of Storm, de Harry L. Franklin (1918)
- Building for Democracy (1918)

1919
- The Man Who Stayed at Home, de Herbert Blaché (1919)
- The Hawk's Trail, de W. S. Van Dyke (1919)

1920
- The Thirtieth Piece of Silver, de George L. Cox (1920)
- The Cheater, de Henry Otto (1920)
- Life's Twist, de Christy Cabanne (1920)
- The Dwelling Place of Light, de Jack Conway (1920)
- The Forbidden Thing, de Allan Dwan (1920)

1921
- Snowy Baker (1921)
- The Girl in the Taxi, de Lloyd Ingraham (1921)
- The Butterfly Girl, de John Gorman (1921)
- The Shadow of Lightning Ridge, de Wilfred Lucas (1921)

1926
- Lovey Mary, de King Baggot (1926)

1930
- Czar of Broadway, de William James Craft (1930)
- Once a Gentleman, de James Cruze (1930)

1931
- Mala hermana, de Hobart Henley (1931)
- Sweepstakes, de Albert S. Rogell (1931)
- Graft, de Christy Cabanne (1931)
- Scareheads, de Noel M. Smith (1931)

1932
- Girl of the Rio, de Herbert Brenon (1932)
- Police Court, de Louis King (1932)
- Hollywood al desnudo, de George Cukor (1932)
- Hello Trouble, de Lambert Hillyer (1932)
- The Big Flash, de Arvid E. Gillstrom (1932)
- Afraid to Talk, de Edward L. Cahn (1932)
- The Death Kiss, de Edwin L. Marin (1932)

1933
- Skyway, de Lewis D. Collins (1933)
- I Loved a Woman, de Alfred E. Green (1933)
- Only Yesterday, de John M. Stahl (1933)

1934
- Beloved, de Victor Schertzinger (1934)
- Satanás, de Edgar G. Ulmer (1934)
- The Love Captive, de Max Marcin (1934)
- The Red Rider, de Lew Landers (1934)
- Romance in the Rain, de Stuart Walker (1934)
- Tailspin Tommy, de Lew Landers (1934)
- Cheating Cheaters, de Richard Thorpe (1934)
- Father Brown, Detective, de Edward Sedgwick (1934)
- I've Been Around, de Philip Cahn (1934)

1935
- A Notorious Gentleman, de Edward Laemmle (1935)
- Night Life of the Gods, de Lowell Sherman (1935)
- It Happened in New York, de Alan Crosland (1935)
- Mississippi, de A. Edward Sutherland y Wesley Ruggles (1935)
- The Call of the Savage, de Lew Landers (1935)
- Chinatown Squad, de Murray Roth (1935)
- She Gets Her Man, de William Nigh (1935)
- Three Kids and a Queen, de Edward Ludwig (1935)
- Una noche en la ópera, de Sam Wood y Edmund Goulding (1935)

1936
- The Adventures of Frank Merriwell, de Clifford Smith y Lew Landers (1936)
- We Went to College, de Joseph Santley (1936)
- San Francisco, de W. S. Van Dyke (1936)
- Muñecos infernales, de Tod Browning (1936)
- Sworn Enemy, de Edwin L. Marin (1936)
- Mad Holiday, de George B. Seitz (1936)

1937
- Torture Money, de Harold S. Bucquet (1937)
- Parnell, de John M. Stahl (1937)
- It May Happen to You, de Harold S. Bucquet (1937)
- Un día en las carreras, dr Sam Wood (1937)
- The Emperor's Candlesticks, de George Fitzmaurice (1937)
- Broadway Melody of 1938, de Roy Del Ruth (1937)
- A Night at the Movies, de Roy Rowland (1937)

1938
- Snow Gets in Your Eyes, de Will Jason (1938)
- Forja de hombres, de (Norman Taurog) (1938)
- Opening Day, de Roy Rowland (1938)

1939
- 6,000 Enemies, de George B. Seitz (1939)
- Dancing Co-Ed, de S. Sylvan Simon (1939)

Años 1940
- The Philadelphia Story, de George Cukor (1940)
- Come Live with Me, de Clarence Brown (1941)
- Ziegfeld Girl, de Robert Z. Leonard y Busby Berkeley (1941)
- Tienda de locos, de Charles Reisner (1941)
- Honky Tonk, de Jack Conway (1941)
- Fingers at the Window, de Charles Lederer (1942)
- Rio Rita, de S. Sylvan Simon (1942)
- Her Cardboard Lover, de George Cukor (1942)
- Jackass Mail, de Norman Z. McLeod (1942)
- Tish, de S. Sylvan Simon (1942)
- A Yank at Eton, de Norman Taurog (1942)
- Air Raid Wardens, de Edward Sedgwick (1943)
- Swing Fever, de Tim Whelan (1943)
- Barbary Coast Gent, de Roy Del Ruth (1944)
- The Clock, de Vincente Minnelli y Fred Zinnemann (1945)
- Phantoms, Inc., de Harold Young (1945)
- Our Vines Have Tender Grapes, de Roy Rowland (1945)
- Abbott and Costello in Hollywood, de S. Sylvan Simon (1945)
- El cartero siempre llama dos veces, de Tay Garnett (1946)
- Holiday in Mexico, de George Sidney (1946)
- The Secret Heart, de Robert Z. Leonard (1946)
- My Brother Talks to Horses, de Fred Zinnemann (1947)
- Merton of the Movies, de Robert Alton (1947)
- Good News, de Charles Walters (1947)

## Director
- The Power of Conscience codirigida con William Robert Daly (1912)
- The Lie, codirigido con William Robert Daly (1912)
- His Other Self (1912)
- The Return of Tony (1913)
- Mr. and Mrs. Innocence Abroad (1913)
- King the Detective in the Jarvis Case (1913)
- King the Detective in Formula 879 (1914)
- King the Detective in the Marine Mystery (1914)
- The Blood Tes (1914)
- Jim Webb, Senato (1914)
- The Silent Valley (1914)
- The Man Who Was Misunderstood (1914)
- Human Hearts (1914)
- Crime's Triangle (1915)
- The Silent Stranger (1916)
- The Chance Market (1916)
- The Lie Sublime (1916)
- The Boonton Affair (1917)
- I'll Fix It(1918)
- Cheated Love (1921)
- Luring Lips (1921)
- Moonlight Follies (1921)
- Nobody's Fool (1921)
- Kissed (1922)
- Human Hearts (1922)
- The Kentucky Derby (1922)
- The Lavender Bath Lady (1922)
- A Dangerous Game (1922)
- The Love Letter (1923)
- Gossip (1923)
- The Town Scandal (1923)
- Crossed Wires (1923)
- The Darling of New York (1923)
- The Whispered Name (1924)
- The Gaiety Girl (1924)
- The Tornado (1924)
- Raffles (1925)
- The Home Maker (1925)
- Tumbleweeds (1925)
- Lovey Mary (1926)
- Perch of the Devil (1927)
- The Notorious Lady (1927)
- Down the Stretch (1927)
- The House of Scandals (1928)
- Romance of a Rogue (1928)

## Guionista
- The Rose's Story, de Joseph W. Smiley, George Loane Tucker (1911)
- The Breakdown, de Otis Turner (1912)
- In Old Tennessee, de Otis Turner (1912)
- John Sterling, Alderman, de James Kirkwood (1912)
- The Wizard of the Jungle, de Howard Shaw (1913)
- The Return of Tony, de King Baggot (1913)
- King the Detective in the Marine Mystery, de King Baggot (1914)
- Jim Webb, Senator, de King Baggot (1914)
- The New Jitney in Town, de George Lessey (1915)
- The Only Child, de George Lessey (1915)
- Crime's Triangle, de King Baggot (1915)
- The Chance Market, de King Baggot (1916)
- Are You an Elk?, de Henry MacRae (1916)
- The Boonton Affair, de King Baggot (1917)
- I'll Fix It, de King Baggot (1918)
- Crossed Wires, de King Baggot (1923)
- The Darling of New York, de King Baggot (1923)
- Sporting Chance, de Albert Herman (1931)